# Theretra queenslandi
Theretra queenslandi är en fjärilsart som beskrevs av Misk. 1891. Theretra queenslandi ingår i släktet Theretra och familjen svärmare. Inga underarter finns listade i Catalogue of Life.